# Brahmas de San Antonio
Stade
Maillots
Saison en cours
Les Brahmas de San Antonio (en anglais : San Antonio Brahmas) sont une équipe professionnelle américaine de football américain basée à San Antonio au Texas.
Fondée en 25 juillet 2022, elle joue initialement dans la division Sud de la ligue XFL lors de la saison 2023.
En 2024, elle intègre la conférence XFL de la United Football League (UFL), nouvelle ligue mineure de printemps en football américain.
Les propriétaires des équipes de cette ligue sont la Fox Corporation (50%), Dany Garcia, Dwayne Johnson et la RedBird Capital Partners (50%) et elles sont gérées par la société Alpha Acquico de Dwayne Johnson et la Fox Corporation.
L'équipe joue ses matchs à domicile à l'Alamodome de San Antonio.

## Histoire
La ligue XFL a organisé sa première saison en 2020 avec huit équipes mais doit annulé celle-ci après cinq matchs à la suite de la pandémie de Covid-19. Le 10 avril 2020, la XFL suspend ses opérations.
La XFL avait néanmoins entamé auparavant des discussions avec San Antonio afin d'y relocaliser une de ses huit équipes. Au moment du lancement de la ligue, le marché n'était pas libre car l'Alliance of American Football y avait déjà placé les Commanders de San Antonio (équipe la plus populaire de cette ligue). De plus, la politique de la XFL à l'époque consistait à préférer les villes qui déjà avait des franchises NFL ce qui n'était pas le cas de San Antonio Le 3 août 2020, il est rapporté qu'un consortium dirigé par Dwayne « The Rock » Johnson, Dany Garcia et Gerry Cardinale (par l'intermédiaire du fonds RedBird Capital Partners de Cardinale) a acheté la XFL pour 15 millions de dollars quelques heures seulement avant que la vente aux enchères ne commence,. L'achat reçoit l'approbation du tribunal le 7 août 2020.
En mars 2022, des rumeurs reviennent concernant l'installation d'une équipe XFL à San Antonio, la ligue ayant engagé Reggie Barlow comme potentiel entraîneur de cette équipe. Celui-ci est cependant désigné entraîneur des Defenders de Washington D.C.. En juillet 2022, la ligue annonce que trois équipes de la saison 2020 sont remplacées. San Antonio intègre donc la ligue en remplacement des Wildcats de Los Angeles (en), l'équipe jouant ses matchs à l'Alamadome sous la direction de l'entraîneur principal est Hines Ward.
Le 31 octobre 2022, le logo et le nom de l'équipe (Brahmas de San Antonio) sont révélés. Le nom Brahma est d'origine hindoue et fait référence au dieu hindou. Dans le cas présent, le nom Brahmas vient de la race bovine American Brahman, une espèce hybride croisée de zébus sacrés et de bovins américains que Dwayne Johnson a longtemps utilisé comme mascotte personnelle. Les uniformes jaune or et gris sont dévoilés le 8 décembre,. Lors de la draft 2023 de la XFL, les Brahmas se voient attribuer les quarterbacks Jawon Pass et Anthony Russo. Ils sélectionnent également le running back Jacques Patrick,. Les Brahmas terminent la saison avec 3 victoires pour 7 défaites sans qualification pour la série éliminatoire.
Le 28 décembre 2023, Ward démissionne de son poste d'entraîneur à la suite d'un changement imposé dans son contrat; Il est remplacé par Wade Phillips, entraîneur des Roughnecks de Houston.
En septembre 2023, le site journalistique Axios relate que la XFL est en négociations avancées avec l'USFL pour fusionner les deux ligues avant le début de leurs saisons 2024 respectives, ce qui est confirmé par ces deux ligues le 28 septembre 2023, tout en précisant que les détails autour de la fusion seront dévoilés plus tard. En octobre 2023, la XFL enregistre officiellement la marque déposée « United Football League » et le 30 novembre 2023, Dany Garcia (actionnaire majoritaire de la XFL) annonce sur sa page Instagram que les ligues ont reçus les autorisations nécessaires à la fusion et que les plans pour une "saison combinée" débutant le 30 mars 2024 sont en train d'être finalisés.
La fusion est annoncée officiellement sur la chaîne Fox le 31 décembre 2023, les huit équipes composant la nouvelle ligue étant annoncées le lendemain, transformant les deux ligues en conférences distinctes.

## Palmarès
| Saison | Ligue  | Entraîneur    | Saison régulière | Saison régulière | Saison régulière | Saison régulière | Saison régulière | Saison régulière | Saison régulière | Saison régulière                                            | Phase finale |
| ------ | ------ | ------------- | ---------------- | ---------------- | ---------------- | ---------------- | ---------------- | ---------------- | ---------------- | ----------------------------------------------------------- | --- |
| Saison | Ligue  | Entraîneur    | Nb               | V                | D                | N                | %                | +                | -                | Classement                                                  | Phase finale |
| 2023   | XFL    | Hines Ward    | 10               | 3                | 7                | 0                | 30               | 169              | 183              | 3e Division Sud                                             | Non qualifiés |
| 2024   | UFL    | Wade Phillips | 10               | 7                | 3                | 0                | 70               | 192              | 153              | 2e Conf. XFL                                                | Victoire 25-15 en finale de conférence contre les Battlehawks de St. Louis Défaite 25-0 en finale contre les Stallions de Birmingham |
| Totaux | Totaux | Totaux        | 20               | 10               | 10               | 0                | 50               | 361              | 336              | 0 titre, 2 matchs de phase finale (1 défaite et 1 victoire) | 0 titre, 2 matchs de phase finale (1 défaite et 1 victoire)                                                                          |

## Records de franchise
| Statistique                                                 | Joueur                                            | Record         | Saison    |
| ----------------------------------------------------------- | ------------------------------------------------- | -------------- | --------- |
| Yards gagnés à la passe                                     | Jack Coan (en)                                    | 1 471 yards    | 2023      |
| TDs inscrits à la passe                                     | Jack Coan Chase Garbers (en) Quinten Dormady (en) | 6              | 2023 2024 |
| Yards gagnés à la course                                    | Jacques Patrick (en)                              | 443 yards      | 2023      |
| TDs inscrits à la course                                    | Jacques Patrick John Lovett                       | 5              | 2023 2024 |
| Yards gagnés en réceptions                                  | Jontre Kirklin (en)                               | 614 yards      | 2024      |
| TDs inscrits en réceptions                                  | Anthony McFarland Jontre Kirklin                  | 3              | 2024      |
| Nombre de réceptions                                        | Jontre Kirklin                                    | 56             | 2024      |
| Nombre d'interceptions                                      | Kameron Kelly (en) Tenny Adewusi Teez Tabor (en)  | 2              | 2023 2024 |
| Nombre de plaquages                                         | Jordan Williams (en)                              | 150            | 2023      |
| Nombre de sacks                                             | Delontae Scott (en)                               | 11 ½ sacks     | 2023      |
| Meilleure saison entraîneur                                 | Wade Phillips                                     | 8/10 victoires | 2024      |
| Note : Record au total des saisons jouées dans la franchise |                                                   |                |           |